# Wyspy Santa Cruz

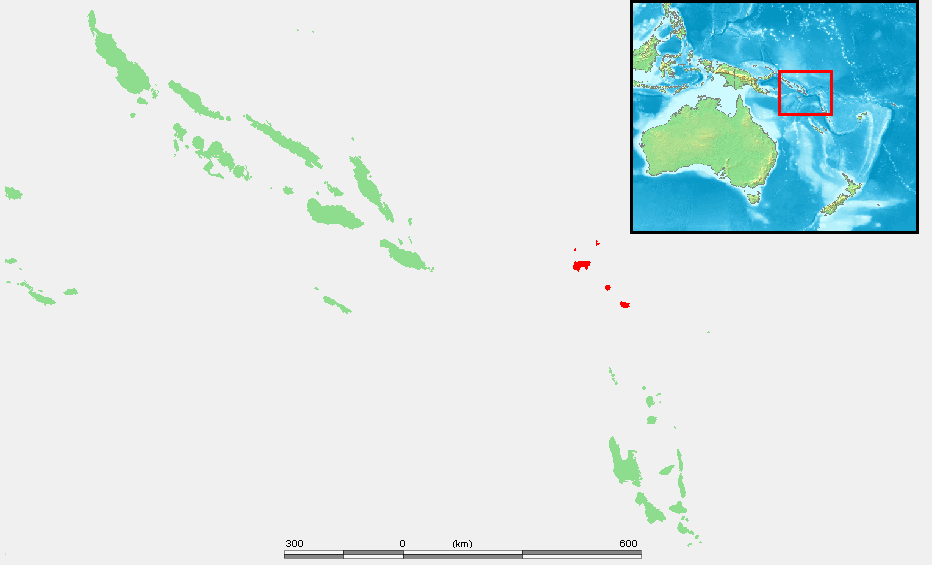
Położenie Wysp Santa Cruz na Pacyfiku

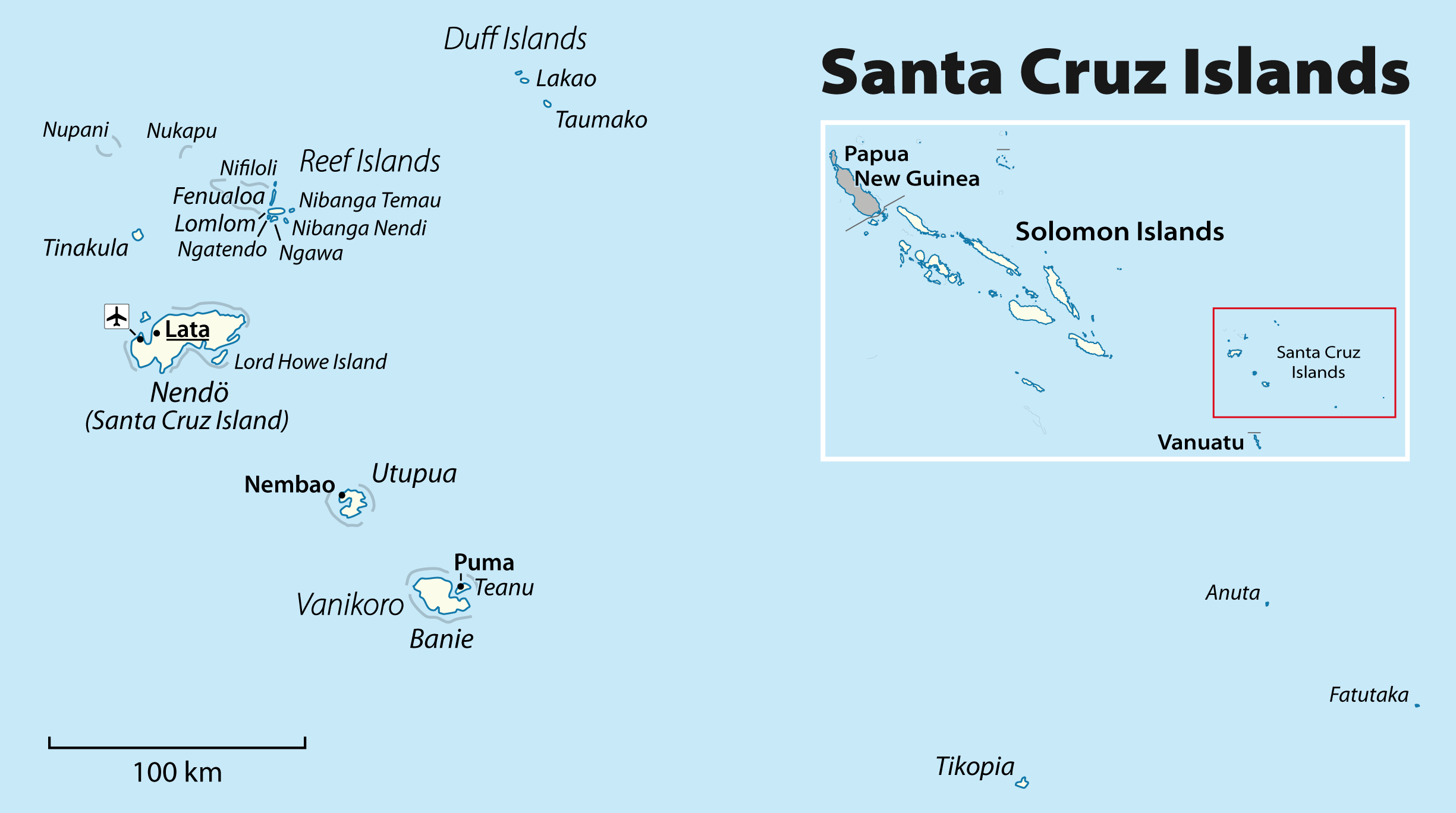
Mapa wysp

Wyspy Santa Cruz – grupa wysp wulkanicznych w prowincji Temotu państwa Wysp Salomona na Pacyfiku. Zajmuje powierzchnię 958 km², a zamieszkuje ją około 20 tys. osób (2019).
Grupa leży około 400 km (250 mil) na południowy wschód od głównego łańcucha Wysp Salomona i na północ państwa-archipelagu Vanuatu; uznawana jest za część ekoregionu Vanuatu.
Największą wyspą grupy jest Nendo (powierzchnia 505,5 km², najwyższy punkt 549 m, populacja około 6 600), a pozostałe to Vanikoro (173,2 km², ludność 900) składająca się w rzeczywistości z dwóch wysepek (Banie i Tevai) oraz Utupua (69 km², 350 mieszkańców). Największą miejscowością i zarazem stolicą prowincji Temotu jest Lata położona na Nendo.
Wyspy Santa Cruz to stosunkowo młody archipelag powstały na skutek wypiętrzenia tektonicznego spowodowanego ruchami sąsiadujących ze sobą płyt – pacyficznej i indo-australijskiej mniej niż 5 mln lat temu. Wyspy zbudowane są głównie z wapienia i pokrywających go popiołów wulkanicznych. Najwyższe wzniesienie Wysp Santa Cruz znajduje się na Vanikoro – 924 m n.p.m.
Wyspy odkryła w 1595 roku wyprawa Alvaro de Mendaña y Neyra i Isabel Barreto. Vanikoro była ostatnim punktem wyprawy odkrywczej La Perouse’a, którego statki „L’Astrolabe” i „La Boussole” rozbiły się w 1788 roku na otaczających wyspę rafach, a załoga padła ofiarą tubylców-ludożerców. W 1942 w rejonie wysp stoczono bitwę lotniczo-morską, jedną z największych i najkrwawszych bitew kampanii na Salomonach.
Dnia 6 lutego 2013 roku, nabrzeże wysp nawiedziło trzęsienie ziemi i będące jego konsekwencją tsunami, na skutek czego zniszczonych zostało kilkaset budynków. Lokalne władze poinformowały o kilkudziesięciu ofiarach śmiertelnych i zaginionych.
Ruch lotniczy na wyspach jest obsługiwany przez port lotniczy Santa Cruz/Graciosa Bay/Luova.